# Киевский телеграф
«Ки́евский телегра́ф» (рос. Киевский телеграф — Київський телеграф) — громадсько-політична літературна газета, заснована в 1859 році в Києві письменником Альфредом фон Юнком. Виходила з 1 (13 липня) 1859 року двічі на тиждень (з 1864 — тричі) по 16 (28) червня 1876 року російською мовою.

## Історія
У 1874 році газету у вдови Юнка відкупила Я. Гогоцька. Співпрацювали діячі Старої Громади: М. Драгоманов, М. Зібер, Х. Вовк (Волков), М. Лисенко, П. Чубинський, П. Житецький, В. Антонович та інші.
У статтях і матеріалах, які публікувалися в «Киевском Телеграфе», розглядалися питання розвитку українського національного руху, економічні, політичні та культурні проблеми в Україні. Вийшов 71 номер газети.
Після прийняття Емського акту 1876 року і посилення україножерського курсу російського уряду газету було закрито 16 (28) червня  1876 року.

## Експлуатація бренду
У травні 1994 року в Києві була створена щотижнева газета "Кiевскiй телеграфъ", яку очолив Роман Кухарук, зі спекулятивним посиланням на "заснування" її в 1859 році.
З березня 2000 року газету "Кiевскiй телеграфъ" почала видавати ЗАТ "Iнформацiйно-видавнича група "Телеграфъ", яку очолив онук вiдомого кiнематографiста Олексiя Ярмольського Максим Павленко, який ранiше працював у iнформацiйних агенцiях "Deutsche Presse-Agentur" та "Інтерфакс-Україна", був радником Урядового секретаря  Кабiнету Мiнiстрiв України. 16 Липня 2003 року Максим Павленко, iз за розбiжностей iз власниками ЗАТ, покинув посаду за власним бажанням. Почесний президент — народний депутат 5-го і 6-го скликань Андрій Деркач.
Головнi редактори:
- 2000 рiк - Сергiй Кисельов
- 2000-2001 - Вiктор Сльозко
- 2001-2002 - Сергiй Мустафiн
- 2002-2014 - Володимир Скачко

Шеф-редактори:
- 2000-2002 - Максим Павленко[8]
- 2002-2014 - Олександр Юрчук

Провiднi журналiсти у 2000-2010 рр.:
- Олександр Анiсiмов (редактор додатку "Православний свiт"), Iрина Гаврилова, Сергiй Гончаров, Ольга Дмитричева, Олена Дiль, Володимир Золоторьов, Олександр Корчинський, Давiд Кобахiдзе, Галина Костерева, Володимир Кравченко, Яна Мойсеeнкова, Богдан Радченко, Андрiй Рушковський, Олександр Сергiй, Дмитро Скрябiн, Андрiй Явецький.

Художники-карикатуристи:
- Марина Туровська, Генадiй Чернявський

В паперовому вигляді нова газета виходила 554 рази упродовж 16,5 років. Тираж паперової версії коливався від 16 до 40 тисяч екземплярів. Номер № 52 (554) від 24 грудня 2010 р. став останнім в друкованому вигляді. Починаючи із січня 2011 р. «Киевский телеграф» існує лише в електронній версії, як інтернет-видання. З березня 2014 р. на сайті з'явилося лише 5 публікацій, остання — в серпні 2014 р, тобто сайт фактично перестав працювати.
Рух "Чесно" характеризує останнього головного редактора Володимира Скачка так: "Антиукраїнський публіцист, проросійський пропагандист".